# Haus der Demokratie und Menschenrechte

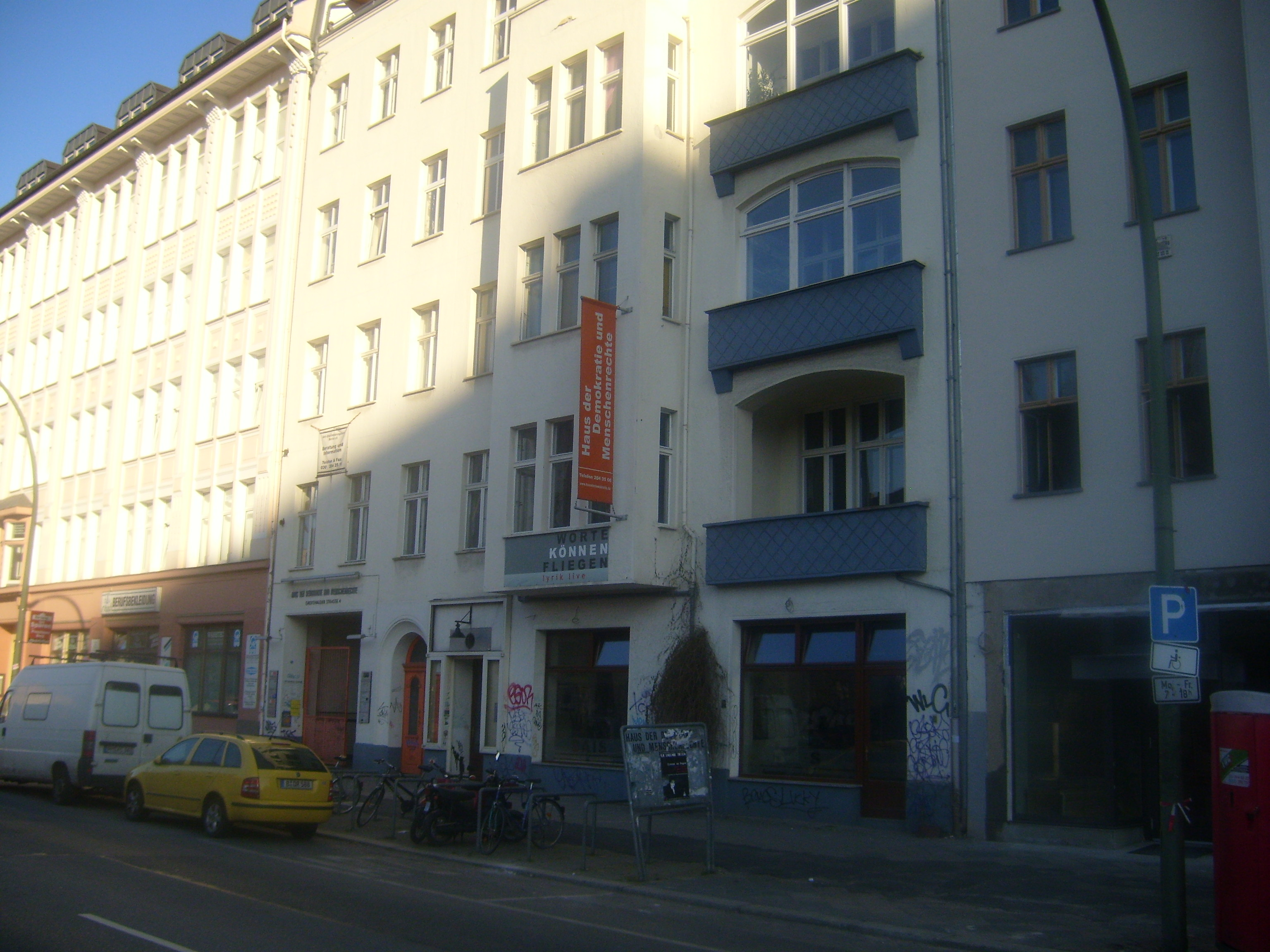
Haus der Demokratie und Menschenrechte

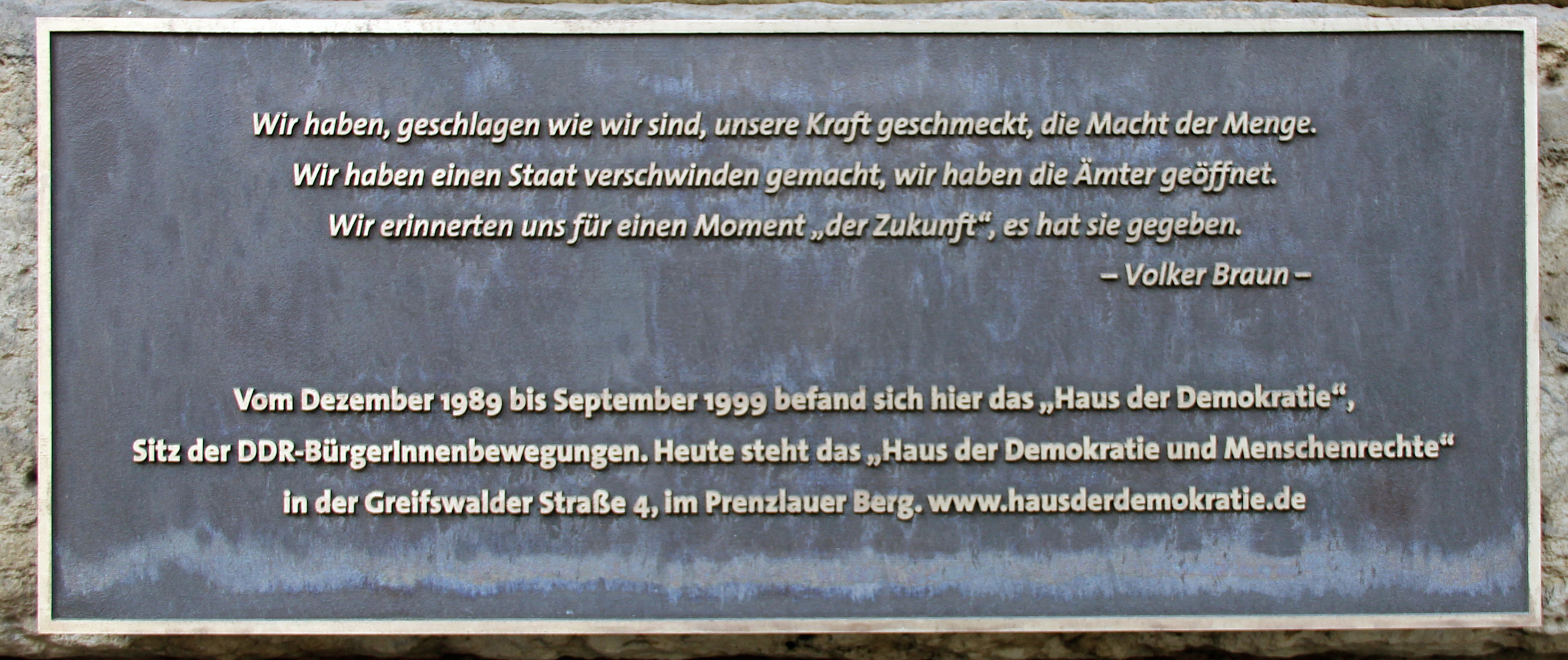
Gedenktafel am Haus, Friedrichstraße 165, in Berlin-Mitte

Das Haus der Demokratie und Menschenrechte liegt in der Greifswalder Straße im Berliner Ortsteil Prenzlauer Berg. Das Projekthaus im Bötzowviertel beherbergt knapp 60 humanistische, linksliberale und linksradikale Organisationen, darunter auch bekannte NGOs.
Das Haus wird von einer Stiftung getragen. Im sechsköpfigen Kuratorium sitzt je ein Vertreter von Amnesty International, der Bibliothek der Freien, der Grünen Liga, der Humanistischen Union, der Interventionistischen Linke und des Vereins Haus der Demokratie.

## Geschichte
Das ursprüngliche „Haus der Demokratie“ in der Friedrichstraße 165 wurde im Dezember 1989 vom Zentralen Runden Tisch der DDR aus dem SED-Parteivermögen an die ostdeutschen Bürgerbewegungen übergeben. Fast alle unabhängigen Gruppen und Bewegungen der politischen Wendezeit bezogen dort ihre Büros. Zu den Gründungsorganisationen und ersten Nutzern gehörten u. a. die Initiative für unabhängige Gewerkschaften (IUG), die Vereinigte Linke (VL), der Demokratische Aufbruch (DA), die Initiative für Frieden und Menschenrechte (IFM), der Unabhängige Frauenverband (UFV), das Neue Forum (NF), die Grüne Partei in der DDR und die Grüne Liga.
Nach einem seit Mitte der 1990er Jahre andauernden Streit über die ungeklärten Eigentumsverhältnisse an der Immobilie und nach der Entscheidung der Parteivermögenskommission gegen die Nutzung des Hauses durch die politischen Bewegungen erfolgte im Herbst 1999 der Umzug in das doppelt so große, aber etwas weniger zentral gelegene Gebäude in der Greifswalder Straße 4. Im Kontext des Umzugs und dem Hinzukommen von Amnesty International als größten Mieter, wurde der Name des Haus der Demokratie in Haus der Demokratie und Menschenrechte geändert. Während die Bundeszentrale von Amnesty International mittlerweile eine neue Adresse hat, ist die Amnesty International Sektion des Bezirks Berlin-Brandenburg sowie das Regionalbüro Ost weiterhin im Haus der Demokratie beheimatet.
Im November 2024 war das Haus der Demokratie und Menschenrechte Austragungsort der Good COP als Alternative zur UN-Klimakonferenz in Baku (COP29).
Neben dem Berliner Haus der Demokratie existiert noch ein Haus der Demokratie Leipzig.

## Organisationen im Haus der Demokratie und Menschenrechte
(Stand: 17. April 2023) 
- Amnesty International / Bezirk Berlin-Brandenburg
- Amnesty International / Regionalbüro Ost
- Aspies e. V.
- Bangladesch-Forum
- bapob – berliner arbeitskreis für politische bildung e. V.
- Berlin 21 e. V.
- Bibliothek der Freien. Anarchistische Bücherei
  - IDK-Beratung, Internationale der Kriegsdienstgegner/innen
- Biochemischer Verein Groß-Berlin e. V.
- Bundesvereinigung Kulturelle Kinder- und Jugendbildung (BKJ)
- BürgerBegehren Klimaschutz – BBK e. V.
- Bürger zur Umsetzung von Gleichbehandlung (BUG) e. V.
- Carea e. V.
- CSP-Netzwerk für internationale Politik und Zusammenarbeit e. V.
- Deutsche Umweltstiftung
- docimpact e. V.
- Friedensbibliothek/Antikriegsmuseum der Evangelischen Kirche Berlin-Brandenburg
- Grüne Liga e. V.
- Grundrechte-Report (Redaktion)
- HateAid
- Humanistische Union, Bundesgeschäftsstelle
- Humanistische Union, Landesverband Berlin-Brandenburg
- Informationsdienst: für kritische Medienpraxis (ID-Medienpraxis)
- Informationsverbund Asyl & Migration e. V.
- Ingenieure ohne Grenzen e. V.
- Internationale Liga für Menschenrechte (Berlin) siehe Carl-von-Ossietzky-Medaille
  - AK Nahost Berlin
  - Jüdische Stimme für gerechten Frieden in Nahost
- Journalistinnenbund
- JungdemokratInnen/Junge Linke (Bundesverband)
- JungdemokratInnen/Junge Linke – Landesverband Berlin
- KATE e. V.
- kolko – Menschenrechte für Kolumbien e. V.
- Komitee zur Unterstützung der politischen Gefangenen im Iran – Berlin
- Mayadin al-Tahrir – Netzwerk für politische Bildung und freie Kunst in Ägypten<
- Mehr Demokratie e. V.
- Memorial Deutschland e. V.
- moveGLOBAL – Beratung von Migrant/innen für migrantisch-diasporische Organisationen
- Nepal-Dialogforum für Frieden und Menschenrechte
- NETZ Partnerschaft für Entwicklung und Gerechtigkeit e. V.
- Netzwerk Recherche e. V.
- Neue Richtervereinigung (NRV)
- Nichtraucherbund Berlin-Brandenburg e. V.
- Omnibus gGmbH
- OMRAS – Organisation für Menschenrechte in den arabischen Staaten
- openPetition – offene Petitionsplattform
- Ossietzky (Redaktion) Zweiwochenschrift für Politik / Kultur / Wirtschaft
- PowerShift – Verein für eine ökologisch-solidarische Energie- & Weltwirtschaft e. V.
- Rechtsanwaltsgemeinschaftskanzlei Hans-Eberhard Schultz
- Republikanischer Anwältinnen- und Anwälteverein
- Stiftung Haus der Demokratie und Menschenrechte
- Survival-International Deutschland e. V.
- telegraph / w3buero / Prenzlberg Dok. e. V.
- Tibet Initiative Deutschland e. V.
- Unabhängiges Institut für Umweltfragen e. V. (UfU)
- Vorgänge (Redaktion)
- Warriors – Mit Kultur für Demokratie und Menschenrechte e. V.